# Filialkirche Eisenberg an der Pinka

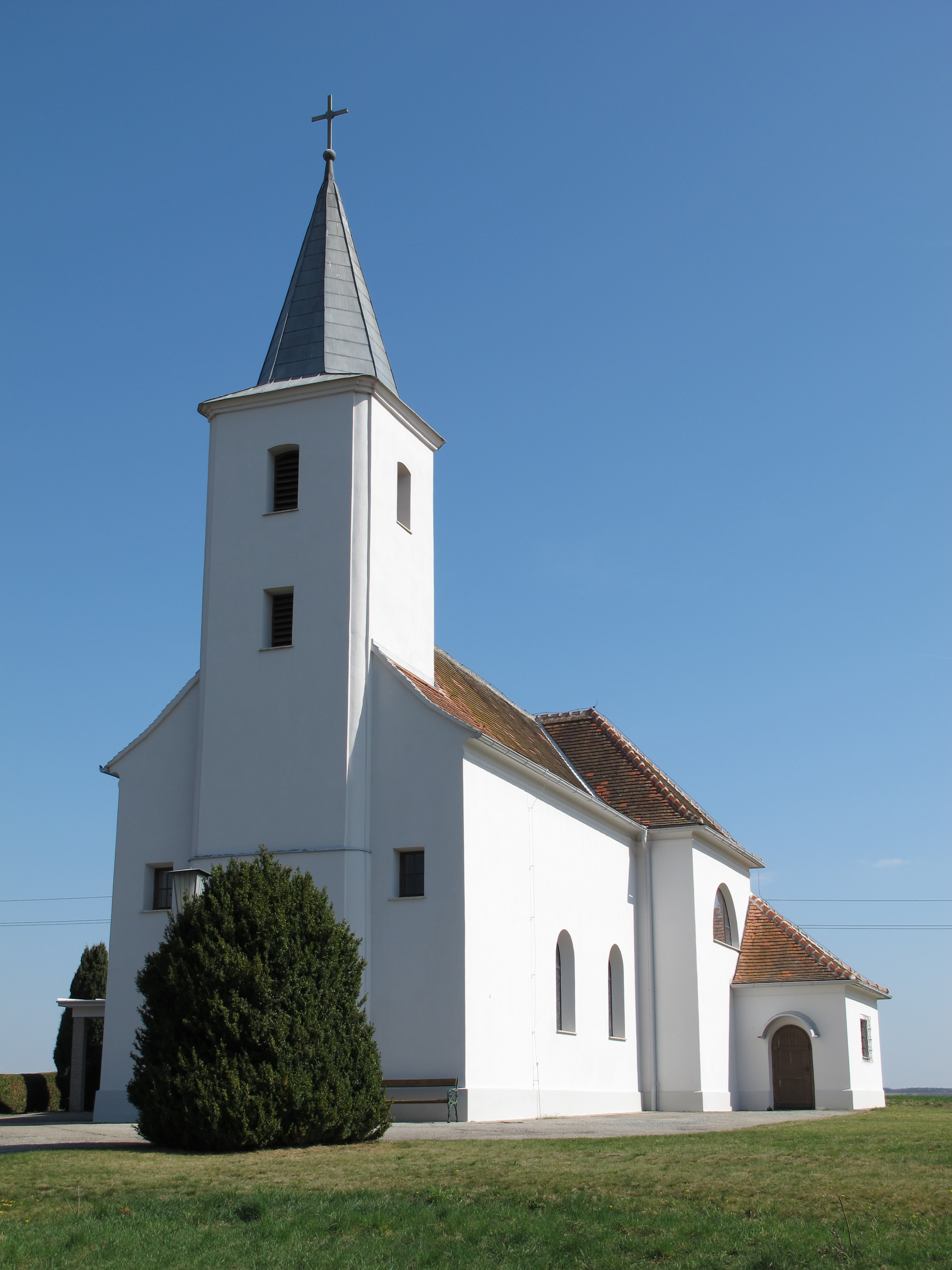
Katholische Filialkirche hl. Jakobus der Ältere in Eisenberg an der Pinka

Die römisch-katholische Filialkirche Eisenberg an der Pinka steht in der Ortschaft Eisenberg an der Pinka (ungarisch: Csejke; kroatisch: Čjeka) in der Gemeinde Deutsch Schützen-Eisenberg im Bezirk Güssing im Burgenland. Die dem heiligen Jakobus dem Älteren geweihte Filialkirche der Pfarrkirche Deutsch Schützen gehört zum Dekanat Güssing in der Diözese Eisenstadt. Die Kirche steht unter Denkmalschutz.

## Geschichte
Die Kirche wurde in den Jahren 1750/51 von Maurermeister Johann Wurch aus Rechnitz errichtet. 1936 wurde sie erweitert.

## Architektur
Die Jakobuskirche ist ein einschiffiger Rechteckbau mit querschiffartigem Anbau und flach geschlossenem Chor. Im Westen ist der Turm mit Spitzhelm eingebunden. Der Innenraum hat ein Tonnengewölbe. Unter dem Turm ist eine zweigeschoßige, dreiachsige Empore. Im neueren Querschiff ist eine Balkendecke, im Altarraum eine Stuckdecke. 

## Ausstattung

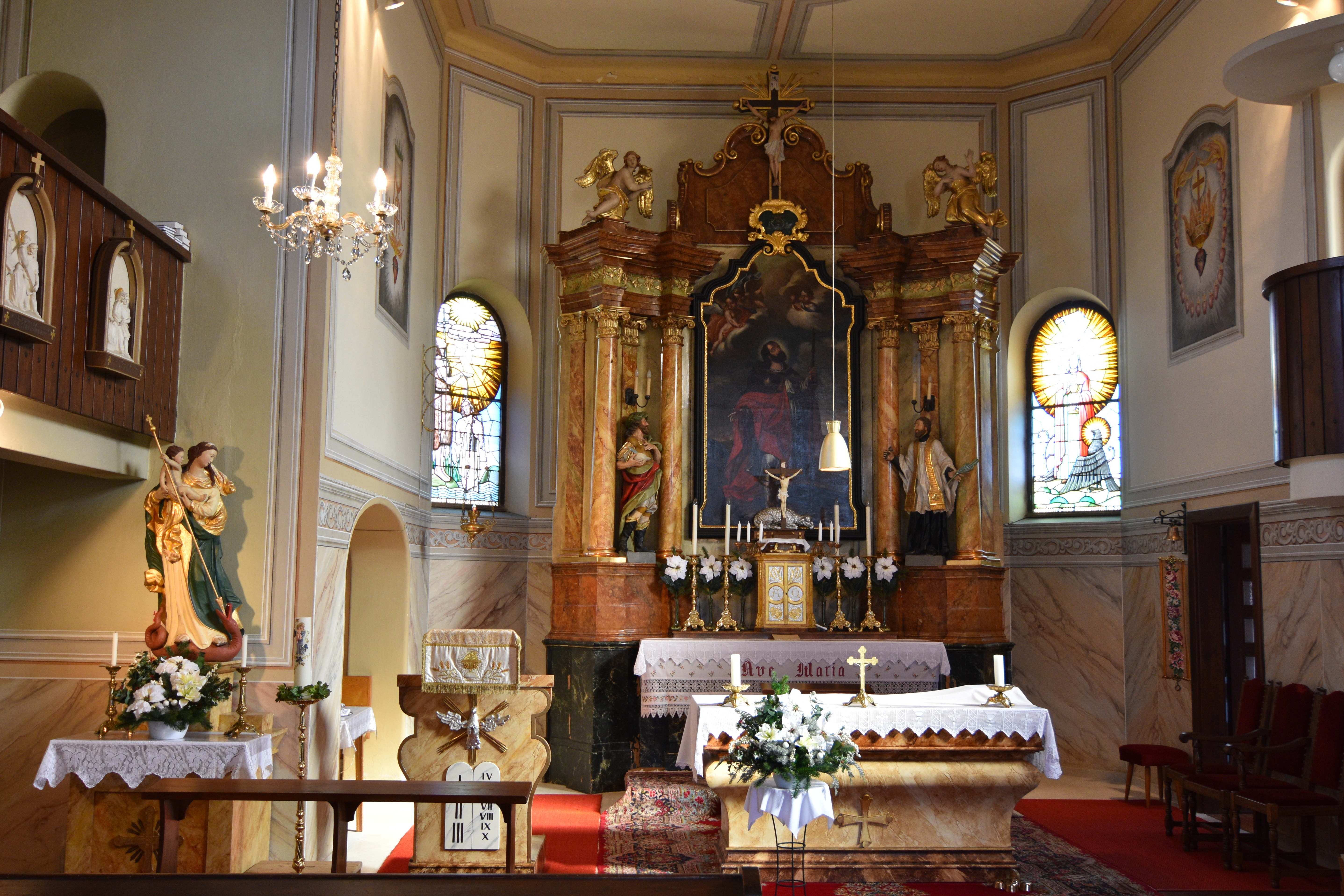
Der Altarraum

Der barocke Hochaltar entstand um 1750. Er ist ein Aufbau mit korinthischen Pilastern und Freisäulen. Der Aufsatz wurde 1936 vereinfacht. Das Altarbild des heiligen Jakobus wurde 1750 von J.B. Rannacher gemalt. Darüber befindet sich eine Kartusche mit dem Wappen der Batthyány und Restaurierungsdaten. Seitlich davon stehen Schnitzfiguren der Heiligen Franz Xaver und Donatus.
Die Orgel aus 1969 mit 6 Registern wurde von Konrad Hopferwieser in Graz gebaut.